# Тайна в его глазах
«Та́йна в его́ глаза́х» (исп. «El secreto de sus ojos»; англ. «The secret in their eyes») — аргентино-испанский криминально-драматический художественный фильм режиссёра Хуана Хосе Кампанельи, снятый в 2009 году по роману Эдуардо Сачери «Вопрос в их глазах» (исп. «La pregunta de sus ojos»).
В 2010 году фильм стал лауреатом 82-й премии «Оскар» Американской академии кинематографических искусств и наук в категории «Лучший фильм на иностранном языке» за 2009 год, а также 24-й премии «Гойя» Испанской академии кинематографических искусств и наук за 2009 год в категориях «Лучший иностранный фильм на испанском языке» и «Лучший женский актёрский дебют» (Соледад Вильямиль).
Премьерный показ ленты в Аргентине состоялся 13 августа 2009 года. В российский прокат фильм вышел 30 сентября 2010 года.

## Сюжет
Действие разворачивается в двух временных пластах через серию флешбеков. В конце 1990-х годов почётный профессор университета и бывший судебный служащий Бенхамин Эспосито (Рикардо Дарин), вышедший в отставку, пытается написать книгу о давнем событии, которое потрясло его до глубины души и не даёт покоя до сих пор. Более двадцати пяти лет назад, 21 июня 1974 года, он начал расследовать дело двадцатитрёхлетней женщины по имени Лилиана Колото де Моралес (Карла Кеведо), жестоко изнасилованной и убитой в своём доме в одном из районов Буэнос-Айреса. Эспосито пообещал шокированному трагедией вдовцу Рикардо Моралесу (Пабло Раго) найти преступников. С помощью своего подчинённого, старшего по возрасту коллеги и друга Пабло Сандоваля (Гильермо Франселья), судебного следователя, страдающего алкоголизмом, и только что назначенного секретаря 42-го судебного департамента Ирене Менендес Хейстингс (Соледад Вильямиль) он приступает к делу.
Ещё даже не успев начать расследование, Эспосито с удивлением узнаёт, что кто-то внутри судебной системы пытается поспешно и бездоказательно обвинить двух рабочих в этом убийстве, чтобы поскорее закрыть дело. Выясняется, что рабочих избили, чтобы заставить их признаться в преступлении, которое было совершено кем-то другим. Это ещё больше разжигает его интерес к расследованию. Вскоре Эспосито нападает на след, просматривая старые фотографии убитой, которые были предоставлены Моралесом: на многих фотографиях присутствует парень по имени Исидоро Гомес (Хавьер Годино). То, с какой всепоглощающей страстью этот парень смотрит на девушку, вызывает у него подозрение. Эспосито выясняет, что Гомес живёт и работает в Буэнос-Айресе, но не может его найти. Эспосито и Сандоваль отправляются осмотреть дом Гомеса, в котором он жил ранее. Они находят письма подозреваемого у его матери. Но сначала никаких полезных сведений из писем им добыть не удаётся. 
Лишь позже коллеги из упоминания в письмах имён футболистов понимают, что Гомес является поклонником футбольного клуба «Расинг». В надежде найти Гомеса Эспосито и Сандоваль отправляются на матч «Расинга». Им удаётся найти подозреваемого в толпе. Гомесу почти удаётся сбежать, но его всё же ловят. Сначала Гомес начисто отрицает свою причастность к преступлению. Но во время допроса, который проводили Эспосито и Ирене, последняя замечает пристальное внимание на её слегка обнажённую грудь от подозреваемого, и начинает использовать оригинальный метод — подтрунивает над мужским самолюбием Гомеса, говоря ему, что искренне верит в его невиновность, так как убитая девушка была слишком красивой и вряд ли такой «замухрышка», как Гомес, имел бы доступ в её дом. Да и раны, полученные девушкой во время изнасилования, указывают на то, что преступник обладал крупным половым органом, а Гомес больше похож на человека, которого природа не наградила таким «подарком». В этот момент Гомес в ярости вскакивает со стула, демонстративно расстёгивает ширинку перед Ирене и в порыве гнева признаётся в содеянном. Вскоре Гомеса осуждают на пожизненный срок. 
Однако примерно через год Эспосито узнаёт, что Гомес уже на свободе: Бенхамин видит его в новостной программе по телевизору в толпе телохранителей президента Аргентины Исабель Мартинес де Перон. Выясняется, что Гомес, путём доносов и сотрудничества с властями в тюрьме, был освобождён и стал полезным человеком для праворадикальной перонистской партии, превратившись в одного из влиятельных головорезов нового фашистского режима в стране.
19 октября 1975 года Эспосито привозит своего друга Пабло Сандоваля из пивного бара к себе домой, чтобы тот протрезвился. Оставив его дома, он едет за женой Сандоваля. Вернувшись вместе с ней домой Эспосито обнаруживает, что дверной замок его квартиры взломан, а Пабло жестоко убит неизвестными. Эспосито начинает догадываться, что люди, покровительствующие Гомесу, решили убить его (то есть Эспосито), но по ошибке застрелили Сандоваля, который, судя по всему, выдал себя за своего друга, чтобы спасти ему жизнь. Эспосито начинает понимать, что его жизнь в опасности, и спешно уезжает в другой город, несмотря на начавшийся между ним и Ирене платонический роман. Несколько лет спустя политическая ситуация в стране меняется, что позволяет Эспосито вернуться в Буэнос-Айрес. 
И вот спустя двадцать пять лет после преступления, уже будучи на пенсии, Эспосито начинает писать книгу о событиях, связанных с расследованием, и показывает черновик этой книги Ирене. Прежде чем закончить книгу, он решает навестить и вдовца убитой — Рикардо Моралеса, который теперь живёт отшельником вдали от людей. Моралес встречает Эспосито довольно враждебно и советует перестать ворошить прошлое, но в конце концов признаётся, что спустя некоторое время после появления преступника на свободе он выследил Гомеса, поймал его, отвёз на машине в безлюдное место и пристрелил. Озадаченный Эспосито на своей машине уезжает от Рикардо Моралеса, но по дороге передумывает и тайком возвращается, чтобы понаблюдать за вдовцом. Эспосито вспоминает слова Моралеса, сказанные им двадцать пять лет назад во время расследования: «Я не желаю, чтобы убийца получил смертную казнь. Нет, я хочу, чтобы он получил пожизненное заключение. Чтобы он каждый день страдал от бессмысленной пустоты своей жизни». Эспосито замечает, как Моралес ночью выходит из дома и несёт поднос с пищей куда-то за угол дома. Он украдкой следует за Моралесом. То, что он видит, шокирует его. Оказывается, Моралес, который многие годы был одержим страстным желанием отомстить убийце, построил около своего дома небольшую клетку-тюрьму и уже в течение 24 лет содержит в ней Исидоро Гомеса. Теперь Гомес — уже дряхлый, сутулый, еле передвигающийся старик. Узнав Эспосито, Гомес шепчет ему: «Умоляю, попросите его, чтобы он хотя бы поговорил со мной», но, не дождавшись ответа, отворачивается и отходит от решётки самодельной тюрьмы. В этот момент все трое — убийца, вдовец и следователь — понимают, как прочно связало их судьбы это давнее событие.
Бенхамин едет на кладбище, к могиле Сандоваля, чтобы возложить на неё цветы. После этого он идёт в кабинет к Ирене с твёрдым желанием признаться ей в любви. Она понимает его намерения и, с улыбкой счастья, просит закрыть дверь. На фоне закрытой двери идут финальные титры.

## В ролях
- Рикардо Дарин (исп. Ricardo Darín) — Бенхамин Эспосито, писатель, почётный профессор университета, бывший судебный служащий (исп. Benjamín Esposito)
- Соледад Вильямиль (исп. Soledad Villamil) — Ирене Менендес Хейстингс[7], секретарь (руководитель) 42-го судебного департамента (исп. Irene Menéndez Hastings)
- Карла Кеведо (исп. Carla Quevedo) — Лилиана Колото де Моралес, учительница, супруга Рикардо Моралеса, жертва преступления (исп. Liliana Coloto)
- Пабло Раго (исп. Pablo Rago) — Рикардо Моралес, служащий национального банка, вдовец (исп. Ricardo Morales)
- Хавьер Годино (исп. Javier Godino) — Исидоро Нестор Гомес, подозреваемый в убийстве (исп. Isidoro Gómez)
- Гильермо Франселья (исп. Guillermo Francella) — Пабло Сандоваль, судебный следователь, подчинённый и друг Бенхамина Эспосито (исп. Pablo Sandoval)
- Барбара Пальядино (исп. Bárbara Palladino) — богемная девочка (исп. chica piropo)
- Руди Романо (исп. Rudy Romano) — Ордоньес (исп. Ordóñez)
- Алехандро Абеленда (исп. Alejandro Abelenda) — Пинче Мариано (исп. Pinche Mariano)
- Марио Аларкон (исп. Mario Alarcón) — Фортуна Лакалье, судья по уголовным делам (исп. Juez Fortuna Lacalle)
- Хосе Луис Хьойя  (исп. José Luis Gioia) — Баэс, инспектор федеральной полиции (исп. Báez (inspector))

и другие.

## Награды и номинации

### Награды
- 2009 — лауреат премии «Юг» («Sur») Академии кинематографических искусств и наук Аргентины за 2009 год в тринадцати категориях[8]:
  - «Лучший фильм»,
  - «Лучший режиссёр» — Хуан Хосе Кампанелья (Juan José Campanella),
  - «Лучшая женская роль» — Соледад Вильямиль (Soledad Villamil),
  - «Лучший актёр» — Рикардо Дарин (Ricardo Darín),
  - «Лучший актёр второго плана» — Гильермо Франселья (Guillermo Francella),
  - «Лучший актёр — откровение» — Хосе Луис Хьоия (José Luis Gioia),
  - «Лучший адаптированный сценарий» — Хуан Хосе Кампанелья (Juan José Campanella) по роману Эдуардо Сачери (Eduardo Sacheri) «Вопрос в их глазах»,
  - «Лучшая операторская работа» — Феликс Монти (Félix «Chango» Monti),
  - «Лучший монтаж» — Хуан Хосе Кампанелья (Juan José Campanella),
  - «Лучшая работа художника» — Марсело Понт (Marcelo Pont),
  - «Лучший грим» — Алекс Мэтьюз и Лусила Робироса (Alex Mathews y Lucila Robirosa),
  - «Лучшая оригинальная музыка» — Федерико Хусид (Federico Jusid),
  - «Лучший звук» — Хосе Луис Диас (José Luis Díaz).

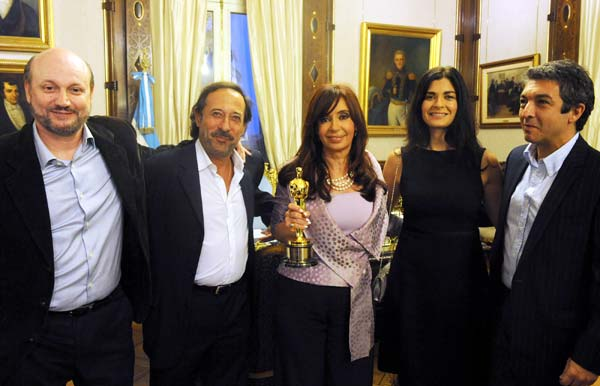
Приём у президента Аргентины Кристины Фернандес де Киршнер (в центре) в честь получения фильмом «Тайна в его глазах» премии «Оскар», второй за историю национального кинематографа. Буэнос-Айрес, Каса-Росада, 18 марта 2010 года.
Присутствуют (слева направо): режиссёр Хуан Хосе Кампанелья, актёр Гильермо Франселья, президент, актриса Соледад Вильямиль, актёр Рикардо Дарин.

- 2010 — лауреат 82-й премии «Оскар» Американской академии кинематографических искусств и наук в категории «Лучший фильм на иностранном языке» за 2009 год[4].
- 2010 — лауреат 24-й премии «Гойя» Испанской академии кинематографических искусств и наук за 2009 год в двух категориях[5]: 
  - «Лучший иностранный фильм на испанском языке»,
  - «Лучший женский актёрский дебют» — Соледад Вильямиль.

### Номинации
- 2009 — номинация на приз «Золотая раковина» на Международном кинофестивале в Сан-Себастьяне (Испания).
- 2010 — номинации на 24-ю премию «Гойя» Испанской академии кинематографических искусств и наук за 2009 год в семи категориях: 
  - «Лучший фильм»,
  - «Лучший режиссёр» — Хуан Хосе Кампанелья),
  - «Лучший адаптированный сценарий» — Хуан Хосе Кампанелья по роману Эдуардо Сачери,
  - «Лучший актёр» — Рикардо Дарин,
  - «Лучшая операторская работа» — Феликс Монти,
  - «Лучшая музыка» — Федерико Хусид,
  - «Лучшая работа художника» — Марсело Понт Вергес.

## Ремейки
- Тайна в их глазах (США, 2015)